# Nanna Olasdotter Hallberg
Nanna Olasdotter Hallberg, född 7 januari 1992, är en svensk mediepersonlighet. 
Hallberg är radioprogramledare i Sveriges Radio för Morgonpasset i P3 och krönikör på tidningen Expressen.Hallberg har framför allt uppmärksammats för det kontroversiella radioprogrammet Punani 99. Sedan 2020 driver hon kulturpodden P3 Klubben tillsammans med Kristofer Andersson och Moa Wallin. 
2025 utkom hennes debutroman Syndernas förlåtelse.